# 贝拉维斯塔杜帕拉伊索
贝拉维斯塔杜帕拉伊索是巴西巴拉那州的一个市镇。总面积242.692平方公里，总人口16465人，人口密度67.8人/平方公里。